# Jan Pakosz
Jan Pakosz herbu Prawdzic (ur. 1738, zm. ?) – sędzia grodzki smoleński w latach 1775–1776, pisarz grodzki smoleński w latach 1764–1771, starosta petelski.

## Życiorys
Był elektorem Stanisława Augusta Poniatowskiego w 1764 roku.  Był członkiem konfederacji radomskiej 1767  roku. W załączniku do depeszy z 2 października 1767 roku do prezydenta Kolegium Spraw Zagranicznych Imperium Rosyjskiego Nikity Panina, poseł rosyjski Nikołaj Repnin określił go jako posła właściwego dla realizacji rosyjskich planów na sejmie 1767 roku, poseł powiatu smoleńskiego  na sejm 1767 roku. 23 października 1767 wszedł w skład delegacji sejmu, wyłonionej pod naciskiem posła rosyjskiego Nikołaja Repnina, powołanej w celu określenia ustroju Rzeczypospolitej.